# Dem'jan Bednyj
Dem'jan Bednyj, in russo Демья́н Бе́дный?, letteralmente "Dem'jan il Povero", pseudonimo di Efim Alekseevič Pridvorov (in russo Ефи́м Алексе́евич Придворов?; Gubovka, 13 aprile 1883 – Mosca, 25 maggio 1945), è stato un poeta sovietico molto popolare in patria negli venti e trenta per le sue satire e celebrazioni del bolscevismo.

## Gli esordi come autore satirico
Nacque a Gubovka, nell'Oblast' di Kirovohrad, da una famiglia di nobili origini: era infatti figlio d'un Granduca. Nel 1904 entrò nella facoltà di filologia e storia dell'Università Statale di San Pietroburgo e l'anno seguente ebbe occasione di assistere alla rivoluzione del 1905, nel corso della quale si avvicinò agli ideali marxisti. Cominciò allora scrivere su giornali socialisti, fra i quali la Pravda a partire dal 1911. L'anno successivo si iscrisse al Partito Operaio Socialdemocratico Russo ed iniziò una corrispondenza privata con Lenin, di cui divenne amico. Nello stesso periodo cominciò a pubblicare le sue prime satire che, influenzate dallo stile di Ivan Krylov, prendevano spesso la forma di canzoni popolari o slogan di lavoratori.

## La fortuna come cantore della rivoluzione
A partire dal 1917, dopo la presa del potere da parte dei bolscevichi, Bednyj dedicò le sue opere alla propaganda del nascente regime e si fece conoscere come cantore della gloria della rivoluzione. In questa veste divenne popolarissimo presso il pubblico e le sue opere vennero apprezzate dallo stesso Lenin. Considerandolo ufficialmente il più grande "poeta proletario", il regime non fu parco nel concedegli onori: nel 1923 venne insignito dell'Ordine della Bandiera rossa, nel 1925 la città di Spassk venne rinominata Bednodemjanovsk in suo onore, nel 1933 gli venne conferito l'Ordine di Lenin. Scrisse per la Pravda numerosi poemi nella forma di graffianti favole umoristiche che attaccavano soggetti da lui ritenuti nemici dello Stato. In particolare i suoi scritti più tardi sono pervasi da un feroce sentimento anti-religioso. Nel 1936 compose un nuovo libretto per l'opera Bogatyri di Aleksandr Porfir'evič Borodin in cui la sua satira colpiva l'intera storia della Russia.

## Caduta in disgrazia

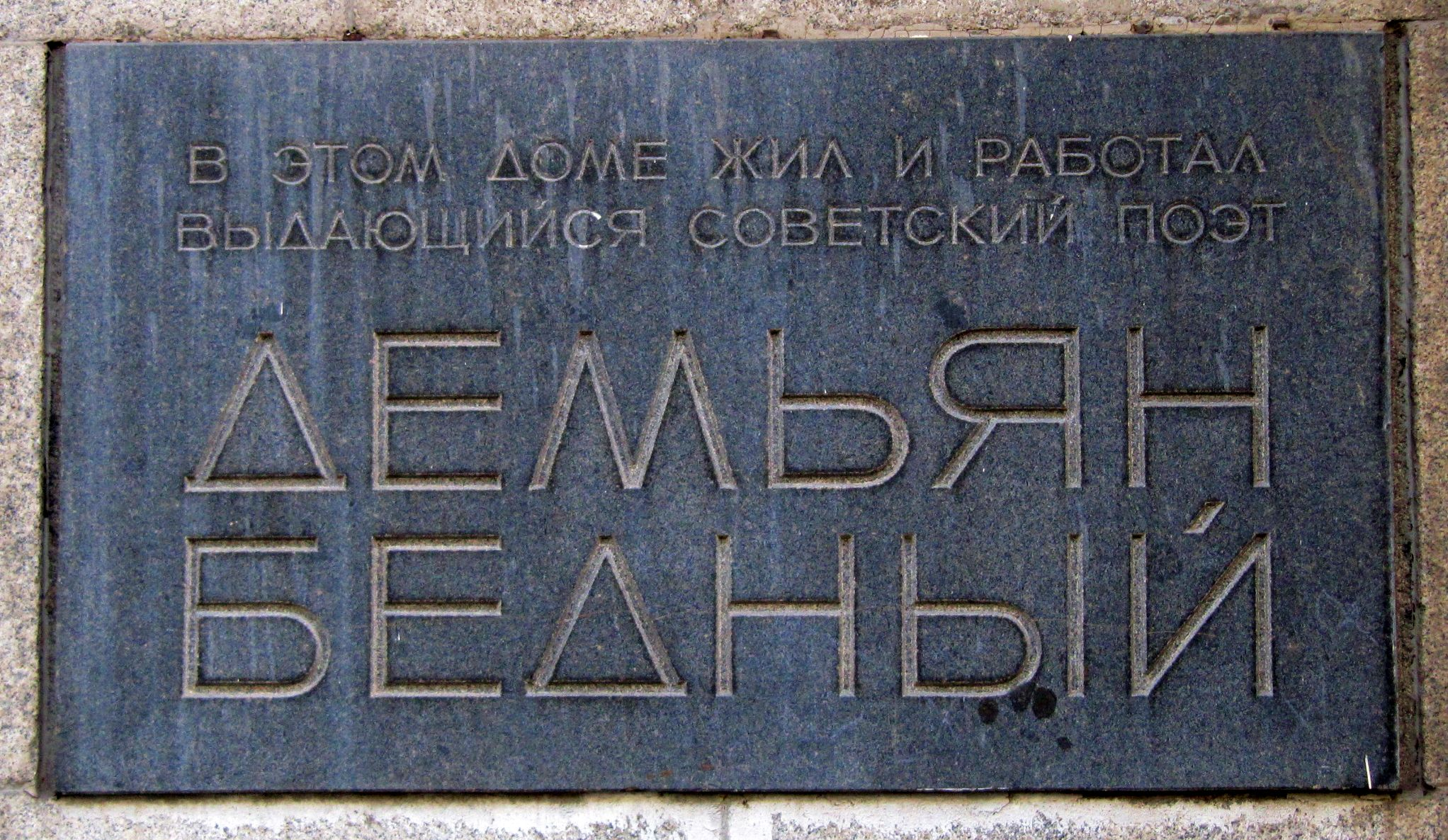
Il memoriale sulla parete della casa dove visse Dem'jan Bednyj, a Mosca, in via Tverskaja 8

Verso la fine degli anni trenta le sue fortune volsero al termine: Stalin, che era stato in precedenza un suo ammiratore, si irritò per il suo cinismo e la sua mancanza di rispetto e, dopo aver dichiarato che l'arrivo del Cristianesimo in Russia era stato un "evento progressista" e che ridicolizzarlo come Bednyj aveva fatto nelle sue ultime opere era un errore storico, fece in modo che nel 1938 il poeta venisse addirittura espulso dal Partito. Bednyj non riuscì a riguadagnare alcuna carica pubblica neanche nel corso della seconda guerra mondiale, quando pubblicò dei versi patriottici estremamente popolari presso i soldati. Fu solo negli anni sessanta, molto tempo dopo la sua morte, che la sua figura venne completamente riabilitata da Nikita Chruščёv, che lo considerava il suo poeta preferito, ed i suoi scritti ricominciarono a circolare.